# Esa Keskinen
Esa Juhani Keskinen (* 3. února 1965, Ylöjärvi) je bývalý finský lední hokejista, střední útočník. S finskou reprezentací vyhrál mistrovství světa 1995 (historický první finský titul). Ze světového šampionátu má též jedno stříbro (1994). Má stříbrnou medaili z olympijských her v Calgary konaných roku 1988 a bronz z olympijských her v Lillehammeru z roku 1994. Zúčastnil se i MS 1989 (5. místo), MS 1990 (6. místo), MS 1991 (5. místo) a MS 1996 (5. místo). Má též stříbro z mistrovství světa juniorů 1984. Nejvyšší finskou soutěž hrál za Turun Palloseura (TPS) a Lukko Rauma. S TPS se stal dvakrát mistrem Finska (1993, 2000). Třikrát ve finské lize vyhrál i soutěž produktivity základní části (1988, 1993, 1994). V roce 1994 byl vyhlášen nejlepším hráčem základní části (Trofej Lasse Oksanena) i nejlepším hráčem ligy dle hlasování hráčů (ocenění Zlatá helma). Dvakrát byl zvolen nejslušnějším hráčem ligy (Trofej Raimo Kilpiöna). Pět sezón strávil ve švédské nejvyšší soutěži, v dresu HV71. S HV71 se stal v roce 1995 mistrem Švédska. V roce 1996 byl neužitečnějším hráčem švédské ligy. Drží v HV71 klubový rekord v počtu bodů a asistencí za jednu sezónu. V roce 2004 byl uveden do Finské hokejové síně slávy.